# Olof Boström
Olof Boström, född 8 oktober 1770 i Drothems församling, Östergötlands län, död 24 februari 1853 i Furingstads församling, Östergötlands län, var en svensk präst.

## Biografi
Olof Boström föddes 1770 i Drothems socken. Han var son till bonden Anders Olsson i Bogsten och Anna Nilsdotter. Boström blev höstterminen 1792 student vid Uppsala universitet och 1794 vid Lunds universitet. Han avlade 1795 filosofie kandidatexamen och 23 juni 1796 magisterexamen. Boström blev 23 augusti 1796 kollega vid Söderköpings trivialskola och prästvigdes 20 februari 1804. Han avlade 9 april 1806 pastoralexamen och blev 20 augusti 1806 kyrkoherde i Östra Hargs församling, med tillträde 1808. Boström blev 21 januari 1818 kyrkoherde i Furingstads församling, med tillträde 1820, och utnämndes 16 november 1822 till prost. Han avled 1853 i Furingstads socken.

### Familj
Boström gifte sig 8 mars 1808 med Christina Elisabeth Lunnerqvist (1785–1870), dotter till kyrkoherden i Östra Hargs församling. De fick tillsammans barnen Olof Wilhelm Boström (1809–1812), kyrkoherden Johan Fredrik Boström i Styrestads församling, Anders Gustaf Boström (1812–1812), kyrkoherden Carl Wilhelm Boström i Kristbergs församling och färgaren Frans Olof Boström (född 1817) i Norrköping.